# Бикавац (насеље)
Бикавац је градско насеље у Вишеграду, у Општини Вишеград, Република Српска, БиХ.

## Историја
Прије распада Југославије и рата у Босни и Херцеговини, на заравни на врху брда налазио се хотел „Бикавац“, бунгалови и камперско насеље. Током рата хотел је неко вријеме служио као команда вишеградске бригаде Војске Републике Српске. Завршетком рата, од хотела, бунгалова и самопослуге ствара се колективни центар за избјеглице.
Распуштањем колективног центра, ови објекти бивају девастирани и препуштени зубу времена.
На некадшњем фудбалском стадиону, који се налазио поред хотела, 2000. године почиње са изградњом зграда које су удомиле избјегла и расељена лица.

## Становништво
Пријератни Бикавац већином су насељавали Муслимани, међутим данас на Бикавцу већином живе Срби, избјегли из цијеле БиХ.
Процјењује се да данас Бикавац има око 2.000 становника.